# Autostrada A21 (Italia)
L'autostrada A21 è un'autostrada italiana che collega Torino a Brescia attraverso la pianura Padana passando da Piacenza (Torino e Brescia sono collegate anche dall'autostrada A4, passando per le città di Novara, Milano e Bergamo). Nel tratto compreso tra il capoluogo piemontese e la città emiliana è gestita dalla Ivrea Torino Piacenza S.p.A., mentre da Piacenza a Brescia è gestita dalla Società Autovia Padana (quest'ultima parte del gruppo ASTM della famiglia Gavio).

## Storia
Il tronco Torino - Piacenza nasce da un'iniziativa della Provincia di Torino, che nel luglio 1960 fonda la SATAP, società che sottoscrisse la costruzione e poi l'esercizio dell'autostrada. Nel febbraio 1963 ottenne la concessione e l'anno successivo iniziarono i lavori per la realizzazione che durarono più di 5 anni: l'autostrada entrò progressivamente in esercizio tra il dicembre 1968 e il dicembre 1969. Il costo fu di 130 miliardi di lire.
Il tratto da Santena ad Asti est venne aperto il 31 dicembre 1968, mentre il tratto da Pontecurone a Piacenza ovest seguì il 29 marzo 1969.
Il tratto intermedio da Asti est a Pontecurone, comprendente le stazioni intermedie di Felizzano, Alessandria ovest, Alessandria est e Tortona, venne inaugurato il 15 dicembre 1969 alla presenza del ministro Natali.
Il collegamento con l'A1 fu completato nel 1972, quello con la Piacenza-Brescia nel 1973 e quello con l'A7 Milano-Genova nel 1987.
Dalla parte opposta si costituisce in SPA nel 1970 la Centropadane, società incaricata della costruzione e poi concessionaria del tronco Brescia-Piacenza e del raccordo A21-A1.
Il 1º marzo 2018 la Società Autovia Padana subentra come concessionario per la tratta Brescia-Piacenza e la diramazione di Fiorenzuola d'Arda.
Dal 1º dicembre 2024 il tratto Torino - Piacenza dell'autostrada è gestita dalla società Ivrea Torino Piacenza della famiglia Dogliani, nuova concessionaria subentrata alla SATAP del gruppo Gavio.

## L'autostrada oggi

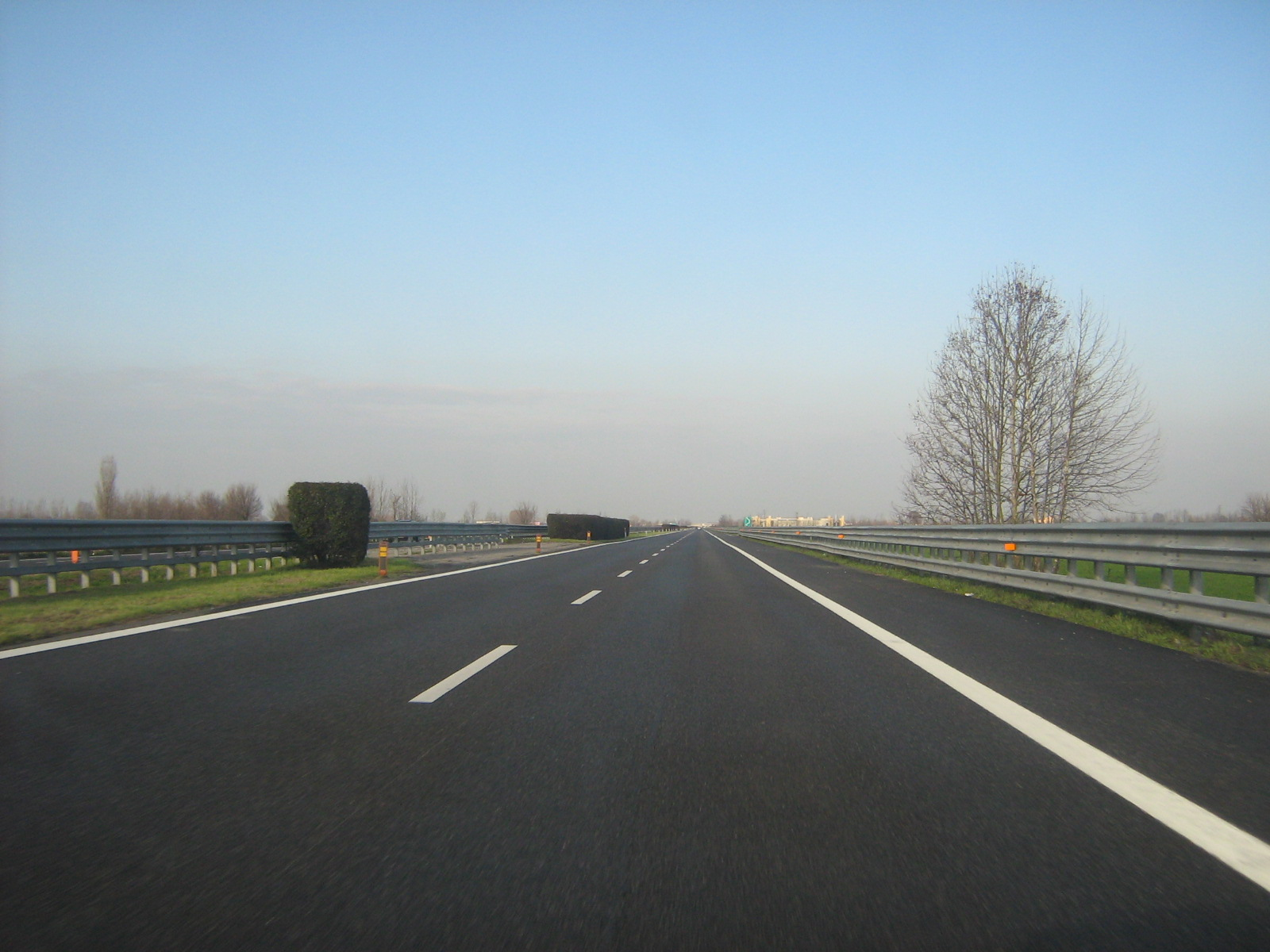
L'A21 nel tratto Piacenza-Brescia.

L'autostrada A21 è soprannominata "autostrada dei vini" perché percorre molte zone rinomate per la produzione di vini (Astigiano, Alessandrino, Oltrepò Pavese, Piacentino, raggiungendo Brescia nelle vicinanze della Franciacorta); il suo percorso concorre con quello della strada statale 10 Padana Inferiore tra Torino e Cremona e con quello della strada statale 45 bis Gardesana Occidentale tra Cremona e Brescia. È interamente a due corsie per senso di marcia più la corsia di emergenza (risultando comunque in larga parte già predisposta per la terza corsia), tranne i tratti Brescia Centro-Manerbio e Santena-Barriera di Villanova, già a tre corsie per senso di marcia più la corsia di emergenza.
Il pedaggio per i veicoli che percorrono solo il tratto compreso tra la barriera di Piacenza ovest e Piacenza est è stato dal 1987 al 7 agosto 2007 a carico del comune di Piacenza, anche se in modo forfettario, poiché considerato una tratta autostradale urbana: in pratica la tangenziale nord di Piacenza. Per mezzo degli svincoli di Piacenza ovest e Piacenza est si poteva pertanto entrare o uscire dall'autostrada liberamente.
Questa situazione è cambiata da quando è stato aperto il raccordo diretto tra l'A21 e l'A1, con la conseguente disattivazione delle barriere di Piacenza ovest e La Villa e la chiusura dello svincolo di Piacenza est, e la tratta è ora a pagamento. Il comune di Piacenza ha stipulato un accordo con le concessionarie interessate, SATAP e Autostrade per l'Italia, per cui i veicoli (solo auto e moto) dei residenti nel comune di Piacenza, purché dotati di apparato Telepass appositamente abilitato presso il Centro servizi - Punto blu di Piacenza ovest, possono transitare senza spese tra i caselli di Piacenza sud (A1) e Piacenza ovest (A21).
Il 27 dicembre 1996 l'autostrada è diventata tristemente famosa nella cronaca per l'omicidio di Maria Letizia Berdini, uccisa da un lancio di sassi da un cavalcavia.
Il 2 gennaio 2018, nei pressi di Montirone, allo svincolo di Brescia Sud, avvenne un drammatico incidente, in cui persero la vita 6 persone: 5 membri di una famiglia francese (fra cui 2 bambini) e l'autista del camion che aveva provocato lo scontro e la successiva esplosione dell'autocisterna coinvolta nel tamponamento.
In provincia di Brescia l'A21 ha anche un raccordo di interconnessione con altre attuali (e future) autostrade e strade provinciali, l'autostrada A21 racc.

## Tabella percorso
| TORINO-PIACENZA-BRESCIA (TO-PC-BS) Autostrada dei Vini | |       |       |      |                |
| Tipo                                                   | Indicazione                                                                                                  | ↓km↓  | ↑km↑  | Area | Strada europea |
|                                                        | Tangenziale Sud di Torino (Santena)                                                                          | 0     | 238,3 | TO   |                |
|                                                        | Villanova | 11    | 227,3 | AT   |                |
|                                                        | Barriera Villanova                                                                                           | 11    | 227,3 | AT   |                |
|                                                        | Area di servizio "Villanova"                                                                                 | 13    | 225,3 | AT   |                |
|                                                        | Asti ovest                                                                                                   | 32    | 206,3 | AT   |                |
|                                                        | Asti est Cuneo                                                                                               | 39    | 199,3 | AT   |                |
|                                                        | Area di servizio "Crocetta"                                                                                  | 48    | 190,3 | AL   |                |
|                                                        | Felizzano - Quattordio                                                                                       | 52    | 186,3 | AL   |                |
|                                                        | Genova - Gravellona Toce                                                                                     | 65    | 173,3 | AL   |                |
|                                                        | Alessandria ovest                                                                                            | 66    | 172,3 | AL   |                |
|                                                        | Alessandria est                                                                                              | 76    | 162,3 | AL   |                |
|                                                        | Milano - Genova Tortona                                                                                      | 87    | 151,3 | AL   |                |
|                                                        | Area di servizio "Tortona"                                                                                   | 91,5  | 146,8 | AL   |                |
|                                                        | Voghera | 101,3 | 137   | PV   |                |
|                                                        | Casteggio - Casatisma                                                                                        | 115   | 123,3 | PV   |                |
|                                                        | Broni - Stradella                                                                                            | 127   | 111,3 | PV   |                |
|                                                        | Area di servizio "Stradella"                                                                                 | 130,2 | 108,1 | PV   |                |
|                                                        | Castel San Giovanni                                                                                          | 141   | 97,3  | PC   |                |
|                                                        | Area di servizio "Trebbia"                                                                                   | 157   | 81,3  | PC   |                |
|                                                        | Piacenza ovest                                                                                               | 157   | 81,3  | PC   |                |
|                                                        | Milano - Napoli Piacenza sud                                                                                 | 165   | 72,3  | PC   |                |
|                                                        | Area di servizio "Nure"                                                                                      | 166   | 72,3  | PC   |                |
|                                                        | Caorso | 176   | 62,3  | PC   |                |
|                                                        | Diramazione Fiorenzuola Parma - Bologna uscita solo in direzione Piacenza, entrata solo in direzione Brescia | 181   | 57,3  | PC   |                |
|                                                        | Castelvetro Piacentino                                                                                       | 186   | 52,3  | PC   |                |
|                                                        | Area di servizio "Cremona"                                                                                   | 193,0 | 37,3  | CR   |                |
|                                                        | Cremona | 194,8 | 35,5  | CR   |                |
|                                                        | Pontevico | 210,0 | 28,3  | BS   |                |
|                                                        | Manerbio | 220,3 | 18    | BS   |                |
|                                                        | Area di servizio "Ghedi"                                                                                     | 230,4 | 9,9   | BS   |                |
|                                                        | Brescia sud Raccordo autostradale Ospitaletto-Montichiari Aeroporto di Brescia-Montichiari                   | 233,2 | 5,1   | BS   |                |
|                                                        | Torino - Trieste                                                                                             | 237,0 | 1,3   | BS   |                |
|                                                        | Brescia centro                                                                                               | 238,3 | 0     | BS   |                |
|                                                        | Brescia | 238,3 | 0     | BS   |                |

## A21 dir Diramazione Fiorenzuola d'Arda
La diramazione Fiorenzuola d'Arda, gestita dalla Società Autovia Padana, si stacca dal percorso principale dell'A21 nel territorio comunale di Castelvetro Piacentino, e si congiunge con la A1 al casello di Fiorenzuola d'Arda. È stata realizzata in contemporanea col resto del tronco Piacenza-Cremona-Brescia allo scopo di consentire ai mezzi provenienti da queste ultime due città di raggiungere l'autostrada del Sole senza passare per il nodo di Piacenza.
Lunga poco più di 12 km, è a due corsie per ciascun senso di marcia, oltre alla corsia di emergenza. Il tratto non ha uscite intermedie, solo gli innesti dalla A21 e dalla A1. Attualmente è soggetta a pedaggio, mentre fino a non molti anni fa si trattava di un raccordo autostradale gratuito. Quello che sino all'introduzione del pedaggio era l'unico svincolo intermedio, Cortemaggiore, allo stato odierno non è più accessibile, sia in entrata che in uscita.
La sigla alfanumerica A21 dir è presente in alcuni segnali stradali, a esempio sull'A1. Lungo la diramazione nei pannelli di identificazione dei cavalcavia è indicata invece come A21.
| Diramazione Fiorenzuola d'Arda |                    |      |      |           |
| Tipo                           | Indicazione        | ↓km↓ | ↑km↑ | Provincia |
|                                |                    | 0,0  | 12,3 | PC        |
|                                | Fiorenzuola d'Arda | 12,3 | 0,0  | PC        |

## Curiosità
Tra gli svincoli di Voghera e Casteggio-Casatisma è posizionato un pannello informativo, che sovrasta entrambe le carreggiate dell'autostrada, che indica la presenza del 45º parallelo nord.